# HK Buldoci Smíchov
HK Buldoci Smíchov (celým názvem: Hokejový klub Buldoci Smíchov) byl český klub ledního hokeje, který sídlil v pražském Smíchově. Klub byl založen v roce 2002, zanikl v roce 2007. V letech 2002–2007 působil v Pražském krajském přeboru, čtvrté české nejvyšší soutěži ledního hokeje.
Své domácí zápasy odehrával na zimním stadionu Nikolajka s kapacitou 2 100 diváků.

## Přehled ligové účasti
Stručný přehled
Zdroj:
- 2002–2007: Krajský přebor - Praha (4. ligová úroveň v České republice)

Jednotlivé ročníky
Zdroj:
Legenda: ZČ - základní část, červené podbarvení - sestup, zelené podbarvení - postup, fialové podbarvení - reorganizace, změna skupiny či soutěže
| Česko (2002 – 2007) |                        |           |          |                                       |          |
| Sezóny              | Soutěž                 | Úroveň    | ZČ       | Play-off, nadstavba, sk. o udržení... | Poznámky |
| 2002/03             | Krajský přebor - Praha | 4. úroveň | 8. místo | Skupina o umístění (8. místo)         |          |
| 2003/04             | Krajský přebor - Praha | 4. úroveň | 8. místo | Skupina o umístění (7. místo)         |          |
| 2004/05             | Krajský přebor - Praha | 4. úroveň | 6. místo | Skupina o umístění (5. místo)         |          |
| 2005/06             | Krajský přebor - Praha | 4. úroveň | 9. místo | Skupina o umístění (9. místo)         |          |
| 2006/07             | Krajský přebor - Praha | 4. úroveň | 7. místo |                                       |          |